# FERULiège
Le FERULiège (Femmes Enseignement Recherche) est un centre pluridisciplinaire de l’Université de Liège (Belgique) créé le 8 mars 2001 par un groupe de professeures et chercheures de cette université. Le centre a été créé dans le contexte des années 2000, avec le soutien de la Fédération Wallonie-Bruxelles et sous l’impulsion de la ministre de l’Emploi et du Travail en charge de l’Égalité des chances de l’époque à développer, promouvoir et valoriser des initiatives de recherche et d’enseignement sur la question des discrimination et de l’égalité de genre.

## Fondation
Les fondatrices du centre sont Juliette Dor, professeure au département d’anglais, Danielle Bajomée, professeure de littérature, Marie-Elisabeth Henneau, chercheuse en histoire, Geneviève Van Cauwenberge, professeure cinéma et vidéo, Martine Jaminon, directrice de la Maison de la Science, et Claire Gavray, de l’alors département de Sciences Sociales. Le FERULiège organise des activités diverses (travaux de recherche, rencontres, ciné-débats, cycles de séminaires, publications, séances artistiques, etc.) avec l’objectif de sensibiliser le public universitaire et au-delà à la thématique du genre,,.q

## Objectifs
L’existence et les activités du centre permettent aussi de consolider au sein de l’Université de Liège une attention aux études de genre et une intensification de celles-ci à travers plusieurs facultés et centres de recherche, ainsi qu’aux politiques et mesures internes et externes visant l’égalité de genre. Le centre collabore aussi avec d’autres universités de la région, notamment pour la mise en place d’un master interuniversitaire en Études de genre en 2017. Dans la même année, Le FERULg remporte le Prix Théroigne de Méricourt, qui prend le nom d’une femme politique liégeoise, révolutionnaire féministe pendant la Révolution française. 
Le centre fait partie du Réseau belge des études de genre, ainsi que du Conseil wallon de l’égalité entre hommes et femmes.